# Turning Season Within
Turning Season Within es el cuarto álbum de estudio de la banda gótica sueca Draconian, editado bajo la etiqueta Napalm Records. Fue lanzado el 29 de febrero de 2008. Todas las canciones fueron escritas por Anders Jacobsson.

## Lista de canciones
1. "Seasons Apart" – 6:32
2. "When I Wake" – 5:50
3. "Earthbound" – 8:11
4. "Not Breathing" – 5:39
5. "The Failure Epiphany" – 6:21
6. "Morphine Cloud" – 7:33
7. "Bloodflower" – 5:32
8. "The Empty Stare" – 5:47
9. "September Ashes" – 1:10

## Personal
- Anders Jacobsson - vocales
- Lisa Johansson - vocales
- Johan Ericson - guitarra
- Daniel Arvidsson - guitarra
- Fredrik Johansson - Bajo
- Jerry Torstensson  - Batería, Percusión